# Cano Sport Academy
Cano Sport Academy – klub piłkarski z Gwinei Równikowej, grający w Primera División, mający siedzibę  w mieście Malabo.

## Sukcesy
- Primera División[1]:

mistrzostwo (1): 2019.
- Puchar Gwinei Równikowej[2]:

zwycięstwo (1): 2023.

## Występy w afrykańskich pucharach
| Sezon     | Rozgrywki           | Runda    | Kraj    | Klub                  | Dom | Wyjazd | Dwumecz |
| --------- | ------------------- | -------- | ------- | --------------------- | --- | ------ | ------- |
| 2019/2020 | Liga Mistrzów       | wstępna  | Etiopia | Mekelle 70 Enderta FC | 2–1 | 1–1    | 3–2     |
| 2019/2020 | Liga Mistrzów       | 1        | Egipt   | Al-Ahly Kair          | 0–2 | 0–4    | 0–6     |
| 2019/2020 | Puchar Konfederacji | play-off | Zambia  | Zanaco FC             | 1–3 | 1–5    | 2–8     |
| 2023/2024 | Puchar Konfederacji | 1        | Zambia  | MUZA FC               | 1–1 | 0–3    | 1–4     |

## Stadion
Domowe mecze klub rozgrywa na stadionie o nazwie Estadio Pablo Boyas w Malabo. Stadion może pomieścić 2000 widzów.

## Reprezentanci kraju grający w klubieu
Stan na kwiecień 2024.
| - Celes Abeso - Gael Akogo - Paulino Atom - Deogracias Biribé - Reginaldo Dalin - Benjamín Edú - Pascual Elibiyó - Mariano Elo - Santiago Eneme - Vicente Esono - Salvador Eworo - Jesús Mansogo - Ernesto Montero - Jorge Mosera - Javier Mum | - Basilio Ndong - Pio Ndong - Luis Nlavo - Federico Nsue - José Nabil Ondo - Mariano Ondo - Marcos Ondo - Armando Mañé - Mansueto Nguema - Secundino Nsi - Luis Enrique Nsue - José Fidel Sipi - Dinho Assunção - Dilson - Eduardo Varela |